# Kwame Alexander
Pour les articles homonymes, voir Alexander.
Kwame Alexander, né le 21 août 1968 à New York, est un poète et écrivain pour enfants américain. Il est surtout connu pour son roman écrit en vers, Frères (The Crossover), qui gagne la Médaille Newbery de 2015.

## Biographie
Kwame Alexander naît à Manhattan (New York) en 1968. Son père écrit des livres éducatifs et sa mère est professeure d'anglais. Il étudie à la Virginia Tech, université située à Blacksburg dans l'État de Virginie. Ayant du mal à approcher les filles lors de ses études, il se lance dans la poésie et écrit des poèmes d'amour. C'est également durant cette période qu'il étudiera la poésie auprès de la poète Nikki Giovanni pendant trois ans. 
En 1995, il fonde sa propre maison d'édition : BlackWords, Inc. Basée à Washington, D.C., sa principale mission est la promotion et la publication d’œuvres d'artistes Afro-Américains. Il en sera le président jusqu'en 2005. En effet, perdant de l'argent, il quitte la compagnie pour se concentrer à l’écriture. 
En 2008, il commence l'écriture de son roman Frères (The Crossover). Entièrement écrit en vers, il lui faudra plus de quatre ans pour terminer le livre. Racontant l'histoire de deux frères passionnés de basket-ball, le livre est plus proche de la poésie que du roman « traditionnel ». Visant un public de jeunes garçons, moins enclin à lire que les jeunes filles, le livre sera refusé par de nombreux éditeurs avant d'être accepté et publié par Houghton Mifflin Harcourt en 2014. 
Son travail sera finalement récompensé. En 2015, il est sélectionné pour le prix Coretta Scott King (en) et gagne la médaille Newbery. Son livre est vendu à plus de 500 000 exemplaires et les deux suivants, Booked et Solo, seront également des best-sellers. Il sera à nouveau sélectionné pour la médaille Newbery en 2020 pour son livre illustré Invaincus (The Undefeated). 
En parallèle de son travail d'écriture, il est éducateur et donne des cours de poésie.  
Propriétaire de maisons d'éditions, il crée en 2006 le programme Book-in-a-Day (« un livre en un jour ») à la suite d'une demande d'une professeure d'anglais de Detroit. Voulant récompenser le travail de ses élèves, elle souhaite publier les textes écrits par ceux-ci tout au long de l'année. Acceptant le projet, il rencontre la classe sur une journée et les aide à regrouper leurs textes en un document adapté pour l'imprimeur. Ce projet sera finalement prolongé sur neuf ans, jusqu'en 2015. Sur cette période, il aura publié 76 livres pour 76 écoles regroupant des textes (articles, essais et poèmes) de près de 7 000 élèves. Après l'arrêt de Book-in-a-Day, un partenariat est mis en place avec l'éditeur Scholastic permettant aux écoles de continuer à publier les textes des élèves issus de leurs cours d'écriture. Cette nouvelle formule est nommée Kwame Alexander’s Page-to-Stage Writing Workshop. 
Kwame Alexander promeut la littérature à l'international en encourageant la construction de bibliothèques et formant des professeurs au Ghana. Son propre prénom, Kwame, est un prénom originaire de ce pays signifiant « un garçon né un samedi » (bien qu'il soit lui-même né un mercredi). 

### Vie privée
Il est marié et père de deux filles. Il habite actuellement dans la région de Washington, D.C..

## Œuvres
- (en) Tough Love: Cultural Criticism and Familial Observations on the Life and Death of Tupac Shakur, 1996
- (en) Do the Write Thing, 2002Écrit avec Nina Foxx.
- (en) Kwame Alexander's Page-to-Stage Writing Workshop, 2016

### Romans
- (en) He Said, She Said: A Novel, 2013
- Frères, Albin Michel, 2017 ((en) The Crossover: A Novel, HMH Books for Young Readers, 2014), trad. Alice Delarbre, 248 p.  (ISBN 978-2-226-32850-2)
- (en) Booked, 2016
- (en) Solo, 2017Écrit avec Mary Rand Hess.
- Les vrais champions dansent dans le blizzard, Albin Michel, 2019 ((en) Rebound, 2018), trad. Alice Delarbre, 411 p.  (ISBN 978-2-226-44082-2)préquelle de Frères, illustré par Dawud Anyabwile
- (en) Swing, 2018Écrit avec Mary Rand Hess.
- (en) The Door of No Return, 2022
- (en) Why Fathers Cry at Night: A Memoir in Love Poems, Letters, Recipes, and Remembrances, 2023

### Livres illustrés
- (en) Acoustic Rooster and His Barnyard Band, 2011
- (en) Indigo Blume and the Garden City, 2012
- (en) Little Boys Soar, 2014
- (en) Surf's Up, 2016
- (en) How to Read a Book, 2019illustré par Melissa Sweet
- Invaincus, 2021 ((en) The Undefeated, 2019), 44 p.  (ISBN 978-1-4431-8625-4)illustré par Kadir Nelson
- (en) An American Story, 2023

### Poèmes
- (en) The Flow: New Black Poets in Motion, 1994
- (en) Just Us: Poems & Counterpoems, 1986–1995, 1995
- (en) 360°: A Revolution of Black Poets, 1998
- (en) Kupenda: Love Poems, 2000
- (en) Dancing Naked on the Floor: poems and essays, 2005
- (en) The Way I Walk: short stories and poems for Young Adults, 2006
- (en) Crush: Love Poems, 2007
- (en) Family Pictures: Poems and Photographs Celebrating Our Loved Ones, 2007
- (en) An American Poem, 2008
- (en) And Then You Know: New and Selected Poems, 2008
- (en) The Book Party, 2016
- (en) The Playbook: 52 Rules to Aim, Shoot, and Score in This Game Called Life, 2017

## Distinctions

### Récompenses
- 2015 : médaille Newbery pour Frères (The Crossover)[7]
- 2015 : The Lee Bennett Hopkins Poetry Prize pour Frères (The Crossover)[10]
- 2017 : prix Sequoyah Book (en), catégorie « Young Adult and Intermediate winners » pour Frères (The Crossover) (prix littéraire remis par les étudiants de l'état de l'Oklahoma)[11]
- 2017 : prix Rebecca Caudill Young Reader's Book (en) pour Frères (The Crossover) (prix littéraire remis par les étudiants de l'état de l'Illinois)[12]
- 2020 : The Lee Bennett Hopkins Poetry Prize[13] pour How to Read a Book

### Nominations
- 2015 : nommé au prix Coretta Scott King (en) (Author Honor Books) pour Frères (The Crossover)[6]
- 2016 : Booked est sélectionné mais non retenu pour le National Book Award for Young People's Literature (en)[14]
- 2019 : nommé pour la médaille Carnegie pour Rebound[15]
- 2020 : Newbery Honor pour Invaincus (The Undefeated)[7]

### Autres
Plusieurs de ses ouvrages ont gagné des prix pour les illustrations réalisées par des artistes ayant travaillé à ses côtés :
- 2018 : prix Coretta Scott King pour Out of Wonder: Poems Celebrating Poets pour les illustrations de Ekua Holmes[6]
- 2020 : médaille Caldecott pour Invaincus (The Undefeated) pour les illustrations de Kadir Nelson[16]
- 2020 : prix Coretta Scott King pour Invaincus (The Undefeated) pour les illustrations de Kadir Nelson[6]

## Adaptation
Son roman Frères est adapté en série télévisée. Produite par Disney+, elle est diffusée à partir d'avril 2023,.